# Хіджу
Хіджу (рум. Higiu) — село у повіті Мехедінць в Румунії. Входить до складу комуни Думбрава.
Село розташоване на відстані 231 км на захід від Бухареста, 42 км на схід від Дробета-Турну-Северина, 55 км на північний захід від Крайови.

## Населення
За даними перепису населення 2002 року у селі проживала 281 особа, усі — румуни. Усі жителі села рідною мовою назвали румунську.